# Cass megye (Indiana)
Cass megye az Amerikai Egyesült Államokban, azon belül Indiana államban található. Megyeszékhelye és legnagyobb városa Logansport. Lakosainak száma 37 870 fő (2020. április 1.). Cass megye Fulton, Miami, Howard, Carroll, White és Pulaski megyékkel határos.

## Népesség
A megye népességének változása:
| Lakosok száma | 38 994 | 38 890 | 38 697 | 38 463 | 37 979 | 37 870 |
|               | 2010   | 2011   | 2012   | 2013   | 2015   | 2020   |